# 야스쿠니 (영화)
야스쿠니(靖國, YASUKUNI)는 야스쿠니 신사에 관한 영상을 모아 2007년에 만들어진 중일합작 다큐멘터리 영화이다.

## 줄거리
일본에 사는 중국인 영화감독인 리잉이 1997년부터 10년에 걸쳐 야스쿠니 신사를 취재한 영상을 모은 것으로 야스쿠니도(靖國刀, 1933년부터 종전까지 일본도 단련회에 의해 야스쿠니 신사에서 만들어진 군도(軍刀))의 마지막 도공 장인과 주로 8월 15일을 중심으로 야스쿠니 신사 안에서 펼쳐지는 갖가지 모습이 나레이션 없이 번갈아가며 등장한다.
당시 고이즈미 준이치로 수상의 야스쿠니 신사 참배 모습이나 타이완 원주민, 한국인, 일본 불교 신자가 함께 모여 참배 반대와 더불어 야스쿠니에 합사되어 있는 피붙이의 이름을 빼줄 것을 요구하며 신사 측에 항의하는 영상도 있지만, 옛 일본 육해군 군복을 입고 참배하는 집단, 고이즈미 전 수상의 참배를 지지한다는 푯말과 성조기를 함께 들었다가 오히려 우익에게 봉변을 당하고 경찰에게 제지당하는 미국인등, 보통 보도영상에서 그다지 다뤄지지 않는 모습도 담담하게 다루고 있다. 또 야스쿠니를 참배하는 모임이라는 정치인을 중심으로 한 단체가 기미가요를 제창하는 사이에 깜짝 등장하여 야스쿠니 참배를 비판한 두 젊은이들이 우익단체 회원에게 목을 졸리고, 중국인으로 간주되 폭행을 당해 피를 흘리는 일본 젊은이의 모습도 수록되어 있다.

## 출연

### 주연
- 가리야 나오하루
- 고이즈미 준이치로

## 기타
- 공동제작: 아이 완